# Caspar Wistar Bell
Caspar Wistar Bell (* 2. Februar 1819 in Prince Edward County, Virginia; † 27. Oktober 1898 in Brunswick, Chariton County, Missouri) war ein amerikanischer Politiker aus dem 19. Jahrhundert.

## Leben
Bell vertrat zwischen 1861 und 1862 den Staat Missouri im Provisorischen Konföderiertenkongress sowie zwischen 1862 und 1864 im 1. Konföderiertenkongress. Er war Oberst der Missouri State Guard, der Miliz des Bundesstaates Missouri, die im Sezessionskrieg auf Seiten der Confederate States Army kämpfte.
Caspar Wistar Bell starb in Brunswick und wurde anschließend auf dem dortigen Douglas Cemetery beigesetzt.